# Fujiwara no Reishi
Fujiwara no Reishi, född 1181, död 1243, var en japansk kejsarinna, gift med kejsar Tsuchimikado.